# Fazekas András (zenész)
Fazekas „Drumkiller” András (Budapest, 1978. december 9. –) ütőhangszeres zenész, tanár, balkáni ritmusspecialista, a Drumkiller dobtanulási módszer és dobiskola kidolgozója, a Vágtázó Csodaszarvas és a Gandharvák zenekar tagja.

## Életpályája
Autodidakta kezdeteket követően klasszikus ütő és jazzdob szakon tanult (Nádasdy Kálmán Művészeti és Általános Iskola), majd Korompay Zsolt növendékeként modern hangszerszemléleti és dobtechnikai alapokat sajátított el (Pro Drum Dobiskola). 2001-ben a görög zene megismerése és művelése felé fordult, melynek gyümölcseként – másfél évtizedes, görög és balkáni zenekarokkal való folyamatos együttműködés révén – a balkáni ritmusok specialistájává vált.
Tánczenei szakvizsgája (Országos Szórakoztatózenei Központ) után is folyamatosan képezte magát a hangszerjáték és a dobtanítás terén, tanára Szanyi „Mackó” János. (Jamschool dobiskola). 2010-ben indított magánoktatói tevékenységének szakmai támogatása is tőle származik.
A Drumkiller oktatási stílus és tananyag, valamint a 2012-ben megalapított Dobcentrum mindennapi pszichológiai és neurológiai tapasztalatokon alapszik, az iskola felépítése és oktatási rendszere folyamatosan reflektál a korszak, valamint a korcsoportok mindennapi problémáira.

## Főbb zenei és szakmai hatások
Korompay Zsolt, Szanyi János, görög népzene, Grandpierre Attila ősmagyar hun népzenei szemlélete, klasszikus zene.

## Drumkiller oktatási stílus
Fazekas „Drumkiller” András tanulmányain, tapasztalatain, megfigyelésein, valamint modern pszichológiai és neurológiai kutatási alapokon nyugvó doboktatási rendszer, mely tanítást, tankönyvsorozatot, gyakorlásmódszertani segítséget, hangszerparkkal és segítőeszközökkel ellátott gyakorlási lehetőséget ad a gyakorlóknak, valamint IKT eszközökkel segíti a hangszeres növendékeket. Az iskola a klasszikus tanár-diák oktatás mellett kortárs segítő és mentor rendszert is működtet.
A tanulási gyakorlatok alapja a Drumkiller doboktatói könyvek 3 alapkötete, melyek a szerző átfogó oktatói módszertani és stílusjegyeit tartalmazva biztosítják a növendékek sokoldalú szakmai fejlődését, közvetlen és transzferhatások révén. A rendszer nagy hangsúlyt fektet a teljes ember mentális és lelki, valamint mozgásfejlődésére.
A Drumkiller Dobiskola célja, hogy a tanulás és a játék a tudatosság, a zenei érzék és a zenei hallás fejlődése mellett a növendék egyediségét is tükrözze a dobfelszerelés megszólaltatásakor.

## Zenekarai
- 1999–2002	Orfeus Band (görög népi és tánczene) – dob
- 2002–2005	Sarantis Mantzourakis buzukiművész zenekara (görög népi és tánczene) – dob
- 2005–2006	Jannakis Band (balkáni népi és tánczene) – dob
- 2006–2013	Stefanidu Janula és zenekara (görög népi és tánczene) – dob
- 2006–2011	Alkonyzóna (rock) – dob, vokál
- 2006–	Vágtázó Csodaszarvas (világzene) – dob, vokál
- 2009–2014	Palio Buzuki (görög népi és tánczene) – dob
- 2011–	Gandharvák (Uplifting classical, szimfonikus világzene) – dob
- 2015–	Majesty Dream Theater Tribute Band

## Diszkográfia, albumok
- Vágtázó Csodaszarvas: Végtelen Ázsia! (Fonó Kiadó 2008; aranylemez: 2010, platinalemez: 2016)
- Vágtázó Csodaszarvas: Csillaglovaglás (Fonó Kiadó 2011)
- Gandharvák: Uplifting Classical 1. (Gandharva Sound 2012)
- Gandharvák: Uplifting Classical 2. (Gandharva Sound 2014)[2]
- Gandharvák: MAGIC (Gandharva Sound 2016)[3]